# Futbol Klubu Xəzər Sumqayıt
Il Futbol Klubu Xəzər Sumqayıt, noto anche come Khazar Sumgayit è una squadra di calcio dell'Azerbaigian fondata a Sumqayıt nel 1960 e attiva fino al 2004, anno in cui si è sciolta.

## Storia
Il club venne fondato nel 1960 col nome Metallurg. Disputò il campionato della RSS Azera fino all'indipendenza dall'Unione Sovietica e successivamente il campionato azero di calcio dove arrivò in due casi al secondo posto, nel 1992 e nel 1993. Alla fine del 2004 si sciolse.

## Nomi ufficiali del club
Durante la sua storia il club ha assunto i seguenti nomi ufficiali:
- 1960=Metallurg
- 1961=Temp
- 1963=Himik
- 1964=Polad
- 1974=Hazar
- 1987=Voshod
- 1988=Hazar
- 1992=Xəzər
- 1997=FK Sumqayıt
- 1998=Kimyaçı
- 2001=Xəzər

## Stadio
Il club disputò le gare interne nello stadio Mehdi Hüseyinzade, impianto dotato di 16.000 posti a sedere.

## Palmarès

### Altri piazzamenti
- Coppa d'Azerbaigian:

Semifinalista: 1992